# Єсуген
Єсуген — одна з дружин Чингісхана, татарка.

## Біографія
Єсуген була дочкою татарського вождя Церен-еке. Чингісхан взяв її собі в якості здобичі після винищення татар у 1202 році.
Згідно хронікам, Єсуген була неревнивою, і у неї було сильно розвинене почуття родинності. В першу шлюбну ніч, переконавшись у відданості їй Чінгісхана, вона повідомила чоловіку, що у неї є старша сестра - Єсуй, красуня, дуже гідна царського ложа. В результаті пошуків Єсуй була виявлена в лісі, звідки її доставили до хана, і вона стала його черговою дружиною. Ледь побачивши старшу сестру, Єсуган добровільно покинула місце, яке належало їй як ханській дружині, і сіла на менш почесне місце. Ця розсудливість дуже сподобалася Чингісхану.